# Ludwig Raders

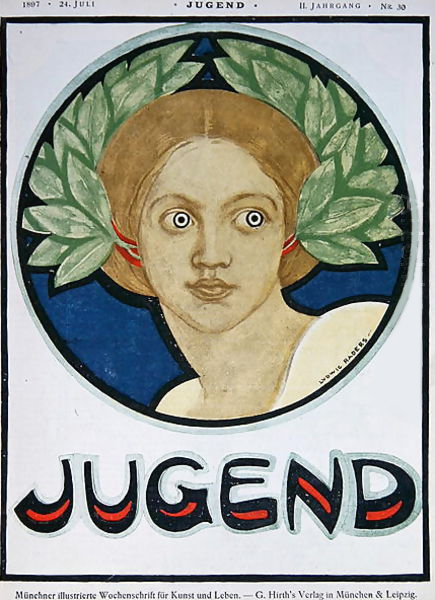
„Jugend“ 24. Juli 1897

Ludwig Raders (* 19. Februar 1868 in Frankfurt am Main; † 1. Mai 1899 in Schömberg, Zollernalbkreis) war ein deutscher Maler, Grafiker und Radierer des Jugendstils.
Nach dem Besuch der Frankfurter Kunstgewerbeschule studierte Raders ab dem 28. Oktober 1885 an der Königlichen Akademie der Künste in München bei Johann Caspar Herterich und Wilhelm von Diez. Noch während des Studiums erkrankte er an Tuberkulose.
Um Geld für das Leben zu erhalten, kopierte er auf Bestellung bekannte Kunstwerke. Nur selten fand er Zeit für das eigene Schaffen. Ab 1896 lieferte er viele Werke an die „Jugend“.
Wegen der fortschreitenden Krankheit unternahm er Kuraufenthalte im Kochel am See, im Februar und März 1897 bei seiner Großmutter in Bodenheim, dann in Bad Soden am Taunus und von Oktober 1897 bis Frühling 1898 in Davos. Ludwig Raders starb im Alter von 31 Jahren.